# Wladimir Saweljewitsch Buslajew
Wladimir Saweljewitsch Buslajew (russisch Владимир Савельевич Буслаев, englische Transkription Vladimir Buslaev; * 19. April 1937 in Leningrad; † 14. März 2012) war ein russischer mathematischer Physiker.
Buslajew wurde 1963 bei Olga Ladyschenskaja an der Universität Leningrad promoviert (Asymptotik für kurze Wellenlängen bei Beugungsproblemen in konvexen Gebieten). Er war Professor an der Universität Sankt Petersburg.
Er befasste sich unter anderem mit mathematischen Problemen der Beugungstheorie und der WKB-Methode.
1964 erhielt er den Preis der Leningrader Mathematischen Gesellschaft und 2000 den Staatspreis der Russischen Föderation.
1983 war er Invited Speaker auf dem Internationalen Mathematikerkongress in Warschau (Regularization of many particle scattering). Er war Ehrendoktor der Universität Paris-Nord. 2000 erhielt er den Staatspreis der Russischen Föderation und er war Geehrter Wissenschaftler der Russischen Föderation. 2000 hielt er einen Plenarvortrag auf der Jahrestagung der Deutschen Mathematiker-Vereinigung in Dresden (Adiabatic perturbations of linear periodic problems).
Zu seinen Doktoranden gehört Wladimir Matwejew.